# Aljoscha Blau

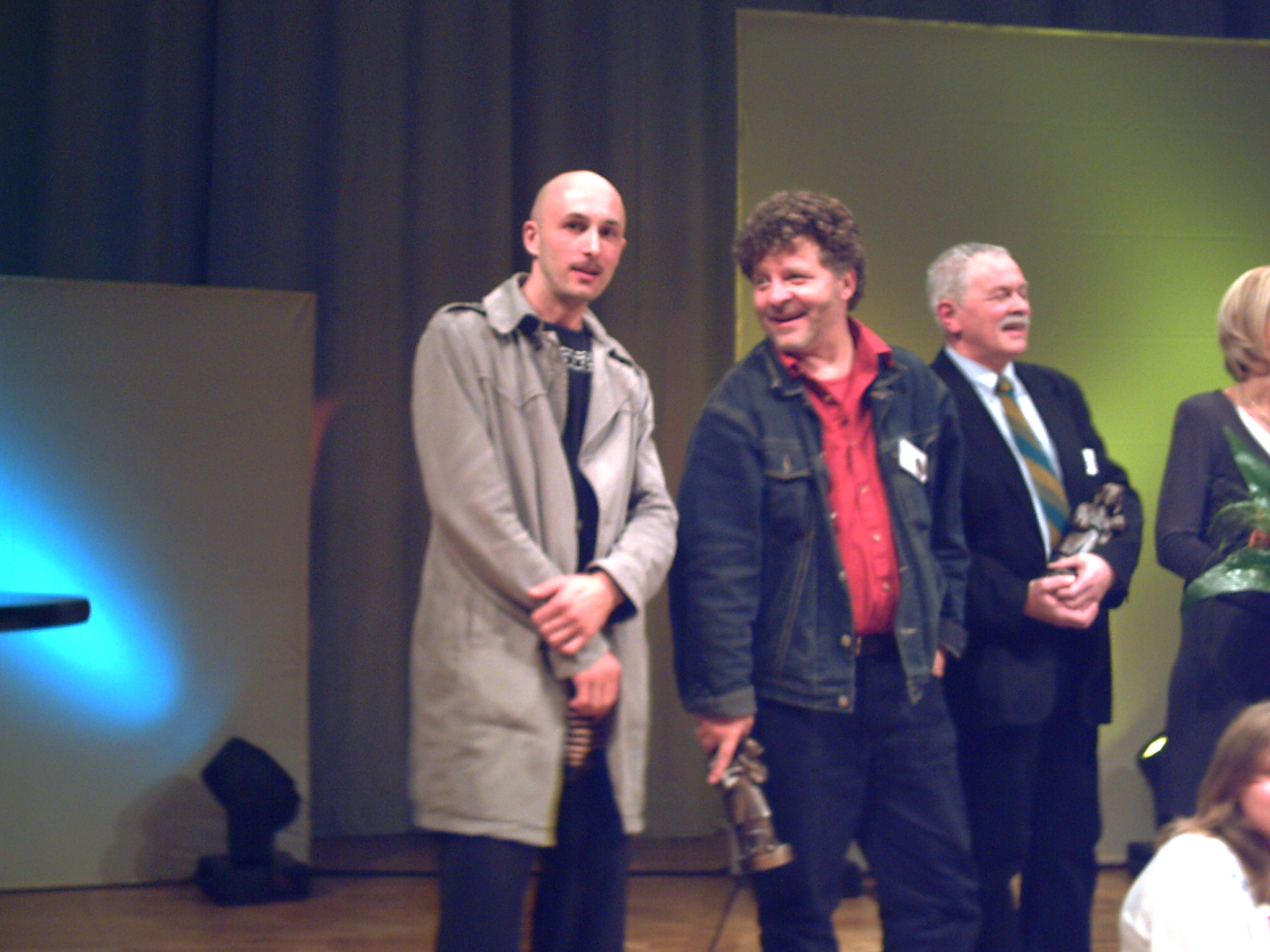
Aljoscha Blau (links), 2007

Aljoscha Blau (* 1972 in Leningrad) ist ein deutsch-russischer Künstler und Bilderbuchillustrator. Aljoscha Blau kam 1990 nach Deutschland und studierte an der Fachhochschule Hamburg Fachbereich Gestaltung bei Rüdiger Stoye Kinder- und Jugendbuchillustration und freie Grafik. Seine Illustrationen wurden mehrfach ausgezeichnet. Blau lebt in Berlin.

## Auszeichnungen
- 2017
  - German Design Award: Ein Tag in Cap d’Agde
  - Kinder- und Jugendbuchpreis der Stadt Wien: Die 7 Leben meiner Katze
  - Österreichischer Kinder- und Jugendbuchpreis (Kollektion): Die 7 Leben meiner Katze
- 2014
  - Rattenfänger-Literaturpreis der Stadt Hameln: Das Kind im Mond
- 2013
  - Distinguished Merit Award, 3x3 Children´s Book, USA: Das Kind im Mond
- 2010
  - Österreichischer Staatspreis (Die Schönsten Bücher Österreichs): Kamel bleibt Kamel. Äsops Bilderbogen
  - Österreichischer Kinder- und Jugendbuchpreis (Kollektion): Kamel bleibt Kamel. Äsops Bilderbogen
  - Merit Award 3x3 Children´s Book, USA: Kamel bleibt Kamel. Äsops Bilderbogen
- 2009
  - Troisdorfer Bilderbuchpreis (Preis der Kinderjury): Der Ritt auf dem Seepferd. Neues von Münchhausen        
  - Österreichischer Kinder- und Jugendbuchpreis (Kollektion): Das Kopftuch meiner Großmutter     
  - IBBY Diplom „Best Foreign Artist“ der Trienniale of Illustration Tallinn: Der Ritt auf dem Seepferd. Neues von Münchhausen
- 2008
  - IBBY Honour List: Rote Wangen
  - Österreichischer Kinder- und Jugendbuchpreis (Kollektion): Der Ritt auf dem Seepferd. Neues von Münchhausen
- 2007
  - Deutscher Jugendliteraturpreis: Schwester
- 2006
  - Bologna Ragazzi Award: Rote Wangen
  - Schönste Deutsche Bücher (Shortlist): Die Geschichte der Wirtschaft         
  -   Deutscher Jugendliteraturpreis (Nominierung): Rote Wangen
- 2003
  - Deutscher Jugendliteraturpreis: Die Geschichte der Wirtschaft
- 2002
  - Troisdorfer Bilderbuchpreis: Hans und die Bohnenranke
- 1998
  - Prix Figures Future, Salon du Livre de Jeunesse Paris

## Bücher
- 2018:
- Die Schlacht von Karlawatsch, Heinz Janisch, Atlantis Verlag Orell Füssli
- Morgen sag ich es, Doris Meißner-Johannknecht, Obelisk Verlag
- 2017:
- Juri West sieht rot, Doris Meißner-Johannknecht, Obelisk Verlag
- 2016:
  - Ein Tag in Cap d’Agde, Kunstanstifter Verlag Mannheim
  - Was ist los vor meiner Tür?, eine Anthologie der 20 Besten zum 60. Geburtstag des Deutschen Jugendliteraturpreises, Jacoby & Stuart Berlin
  - Die 7 Leben meiner Katze, Saskia Hula, G&G Verlag Wien
- 2015
  - Das Dschungelbuch. Die Mowgli-Geschichten, Rudyard Kipling, NordSüd Verlag, Zürich und NorthSouth Books New York
  - The Ghost of Canterville, Oscar Wilde, Insel Verlag Berlin
- 2014
  - Abends will ich schlafen gehen, Jutta Richter, C.Hanser Verlag München
  - Nordische Sagen und Märchen: Von Trollen, Elfen und Eisriesen, Sybil Gräfin Schönfeldt, Tulipan Verlag München
- 2013
  - Das Kind im Mond, Jürg Schubiger, Peter Hammer Verlag Wuppertal
- 2012
  - Der Nikolaus in Not, Felix Timmermans, Insel Verlag Berlin
  - Musska (Муська), Oksana Yarmolnik, Detgiz St. Petersburg
- 2011
  - Die schönsten Abenteuergeschichten, Ilja Trojanow, Aufbau Verlag, Berlin
- 2010
  - Wenn die Dinge lebendig werden. Die schönsten Dingmärchen, Jacoby & Stuart Berlin
  - Das fliegende Kamel. Geschichten über Hodscha Nasreddin, Paul Maar, F. Oetinger Verlag, Hamburg
  - Als Häschen den Käpt´n absetzte, Andrea Hensgen, Jacoby & Stuart, Berlin
- 2009
  - The Marksman/Der Freischütz, Yeowon Media, Seoul
  - Kamel bleibt Kamel. Äsops Bilderbogen, nacherzählt von Antonie Schneider, Residenz Verlag Wien
  - Warum sind wir morgens größer als abends?, Rowohlt Berlin
  - Als Häschen den Sheriff erschoss, Andrea Hensgen, Jacoby & Stuart Berlin
  - Die schönsten Märchen, Peter Härtling, Aufbau Verlag Berlin
- 2008
  - Das Kopftuch meiner Großmutter, Heinz Janisch, Bajazzo Verlag Zürich
  - Tagesschau erklärt die Wirtschaft, Rowohlt Berlin
- 2007
  - Der Ritt auf dem Seepferd. Neues von Münchhausen, Heinz Janisch, Aufbau Berlin
  - Paff, der Kater oder Wenn wir lieben, Hartmut von Hentig, Sansoussi München
  - Freundschaften, Geschichten die verbinden, Doris Schröder-Köpf, Edition Quinto/Terzio Verlag München
  - Lilli und die verzauberten Drachen, Carina Rozenfeld, Tulipan Verlag Berlin
  - The Snow Train, Yeowon Media Seoul
- 2006
  - Schwester, Jon Fosse, Bajazzo Verlag Zürich
  - Loreley, Heinrich Heine, Kindermann Verlag Berlin
  - Tagesschau erklärt die Welt, Sylke Tempel, Rowohlt Berlin
- 2005
  - Geheimes Kinder-Spiel-Buch, Joachim Ringelnatz, Aufbau Berlin
  - Rote Wangen, Heinz Janisch, Aufbau Berlin
  - Der Winterzirkus, Martin Baltscheit, Fischer Schatzinsel Frankfurt a. M.
  - Die Belagerung, Martin Baltscheit, Bajazzo Zürich
- 2004
  - Vom Grizzly der nicht schlafen wollte, Henri van Daele, Bajazzo Zürich
  - Der dritte Mann, Graham Greene, Dressler Verlag Hamburg
- 2003
  - Le livre qui rend chevre, Agnès de Lestrade, NATHAN Paris
  - Die Maus im Porzellanladen, Wolfdietrich Schnurre, Aufbau Berlin
- 2002
  - Die Geschichte der Wirtschaft, Nikolaus Piper, Beltz & Gelberg Weinheim
- 2001
  - Wie jeder Junge (Мальчик как мальчик), Oleg Garkuscha, Nadne S t.Petersburg
  - Der Kanzler wohnt im Swimmingpool oder Wie Politik gemacht wird, Doris Schröder-Köpf, Campus Verlag Frankfurt a. M./New York
- 2000
  - Hans und die Bohnenranke, Nord-Süd Verlag Zürich
- 1999
  - Alabusch oder das Herz des Vulkans, Grit Poppe, Altberliner Verlag Berlin
- 1997
  - Die Fünf Finger und der Mond, Kemal Kurt, Nord-Süd Verlag Zürich